# Berry Brugman
Berry Brugman (Almelo, 25 september 1915 – Almelo, 11 oktober 1996) was een Nederlands kunstschilder, tekenaar, beeldhouwer en aquarellist.

## Leven en werk
Berry Brugman werd in 1915 geboren in Almelo. Hij ging na zijn middelbare school naar de kunstacademie in Arnhem; in 1940 deed hij eindexamen. 
In de oorlog vocht Brugman in de slag om de Grebbeberg en zat hij in het concentratiekamp van Amersfoort.
Daarna (1942) vertrok hij naar Amsterdam om zich bij Jos Rovers verder te bekwamen in portret- en modelschilderen. Ook wilde hij samen met andere schilders ervaren hoe de eigentijdse kunst van toen zich ontwikkelde. Beheersing van het metier was essentieel voor hem.
In 1943 trad hij in het huwelijk met Janny Brugman-de Vries (Sneek, 28 oktober 1918 - Almelo, 16 maart 2006). Janny was een Nederlandse beeldhouwster. Zij maakte beelden, plastieken en mozaïeken voor diverse parken en gebouwen.
Gedwongen door oorlogsomstandigheden keerde Berry terug naar Almelo en vestigde zich daar als kunstschilder en sloot zich aan bij de De Twentsche Kunstkring. Na de bevrijding maakte hij studiereizen naar onder andere Frankrijk, Engeland, Italië, Canada en Duitsland. In 1973 werd hij lid van de Amsterdamse Kunstenaarsvereniging De Stuwing.
In 1984 ontving hij samen met zijn vrouw de Johanna van Buren Cultuurprijs van de Stichting Johanna van Buren te Hellendoorn.
Berry Brugman was expressionist en streefde naar figuratieve vormen, daarbij raakte zijn werk aan het abstracte, maar het werd nooit volledig abstract. Kleur was erg belangrijk in zijn werk. Zijn diepste inspiratiebron was daarbij de Twentse natuur.
Hij hoorde bij expressionisten zoals Constant Permeke (School van Sint-Martens-Latem), Charley Toorop (Bergense School), Hendrik Werkman (Groningse Ploeg), Hendrik Chabot (Kunstenaarsgroep R 33) en Charles Eyck (Limburgse School).
Daarnaast kende Berry Brugman van nature een diepreligieuze inborst. Hij was dan ook een religieus, sociaal bewogen schilder waarbij het existentiële lijden van de mens voor hem gepersonifieerd werd door het lijden van Christus; nog een inspiratiebron. Zijn onderwerpen waren: seizoenen, landschappen, figuren, portretten, religie, oorlog, hongersnood en bloemstillevens.

## Verenigingslid
Berry Brugman was lid van: 
1. De Twentsche Kunstkring (1944-1973 als werkend lid)
2. Amsterdamse Kunstenaarsvereniging De Stuwing (omstreeks 1973)

Berry Brugman overleed op 81-jarige leeftijd in 1996 in Almelo.
Op 28 december 2016 werd de Stichting De Brugman Collectie opgericht. De doelstelling van de Stichting is het inventariseren, documenteren, archiveren, publiceren, exposeren en conserveren van het omvangrijke oeuvre van het kunstenaarsechtpaar Brugman-de Vries uit Almelo.

## Tentoonstellingen (selectie)
Berry Brugman exposeerde onder andere in:
- 1959	Den Haag, Galerie Cojean, solotentoonstelling.
- 1961	Enschede, Rijksmuseum Twenthe, groepstentoonstelling De Twentsche Kunstkring.
- 1964	Amsterdam, Stedelijk Museum, groepstentoonstelling De Stuwing.
- 1967	Munster Duitsland, Galerie Clasing, solotentoonstelling.
- 1972	Almelo, Galerie de Klooster Esch, solotentoonstelling.
- 1975	Preston Engeland, groepstentoonstelling Almelose kunstenaars.
- 1978	Amsterdam, Heineken Galerie, groepstentoonstelling.
- 1980	Almelo, Waaggebouw, jubileumtentoonstelling.